# گورکی۲: شاگردی من
گورکی۲: شاگردی من (روسی: В людях) فیلمی در سبک درام و محصول کشور اتحاد جماهیر شوروی در سال ۱۹۳۹ به کارگردانی مارک دانسکوی است.